# فان یه (تاریخ‌نگار)
فان یه (به انگلیسی: Fan Ye)  (398 - 23 ژانویه 446)، با نام محترم ویزونگ (蔚宗)، تاریخ‌دان، فیلسوف، و سیاستمدار چینی از سلسله لیو سونگ در دوره سلسله‌های جنوبی و شمالی بود. او گردآورنده متن تاریخی کتاب هان متأخر بود. چهارمین پسر فن تای (范泰)، فن یه در شائوکسینگ امروزی، ژجیانگ به دنیا آمد، اما خانه اجدادی او در نانیانگ، هنان بود. پس از تولد، او وارث یکی دیگر از بستگان مرد فن هنگجی (范弘之) شد.

## منبع
- مشارکت‌کنندگان ویکی‌پدیا. «Fan Ye (historian)». در دانشنامهٔ ویکی‌پدیای انگلیسی، بازبینی‌شده در ۲۰۲۴-۰۹-۰۳.